# Cambarus chaugaensis
Cambarus chaugaensis är en kräftdjursart som beskrevs av Prins och Hobbs 1972. Cambarus chaugaensis ingår i släktet Cambarus och familjen Cambaridae. IUCN kategoriserar arten globalt som livskraftig. Inga underarter finns listade i Catalogue of Life.